# Église Saint-Jean-Baptiste d'Hannappes
L'église Saint-Jean-Baptiste est une église du XIIIe siècle, située à Hannappes, en France. Souvent classée dans les églises fortifiées de Thiérache, elle n'en a que partiellement l'architecture défensive. Par contre, elle est remarquable par ses proportions, son portail, son chœur et son transept, du premier âge gothique.

## Description
Le portail, très simple, d’une harmonie très sobre, est de style roman ou plutôt du premier âge gothique, avec trois arcs brisés reposant sur des colonnettes à bagues. Leurs chapiteaux à feuilles nervées qui s’enroulent annoncent le style gothique. Le transept, le chœur et les chapelles orientales sont voutées sur croisées d’ogives. La proportion et l’élan du transept, ajouré de baies jumelées, avec quatre piles en faisceau et s’appuyant sur de légers contreforts d’angles, est caractéristique de ce style gothique qui débute,. La nef et les bas-côtés sont du XVIIe siècle ou XVIIe siècle.
Ce n’est pas une église fortifiée, mais elle comporte cependant quelques éléments défensifs, des meurtrières sur la tour carrée au-dessus du transept et dans l’angle intérieur des contreforts, et une canonnière.

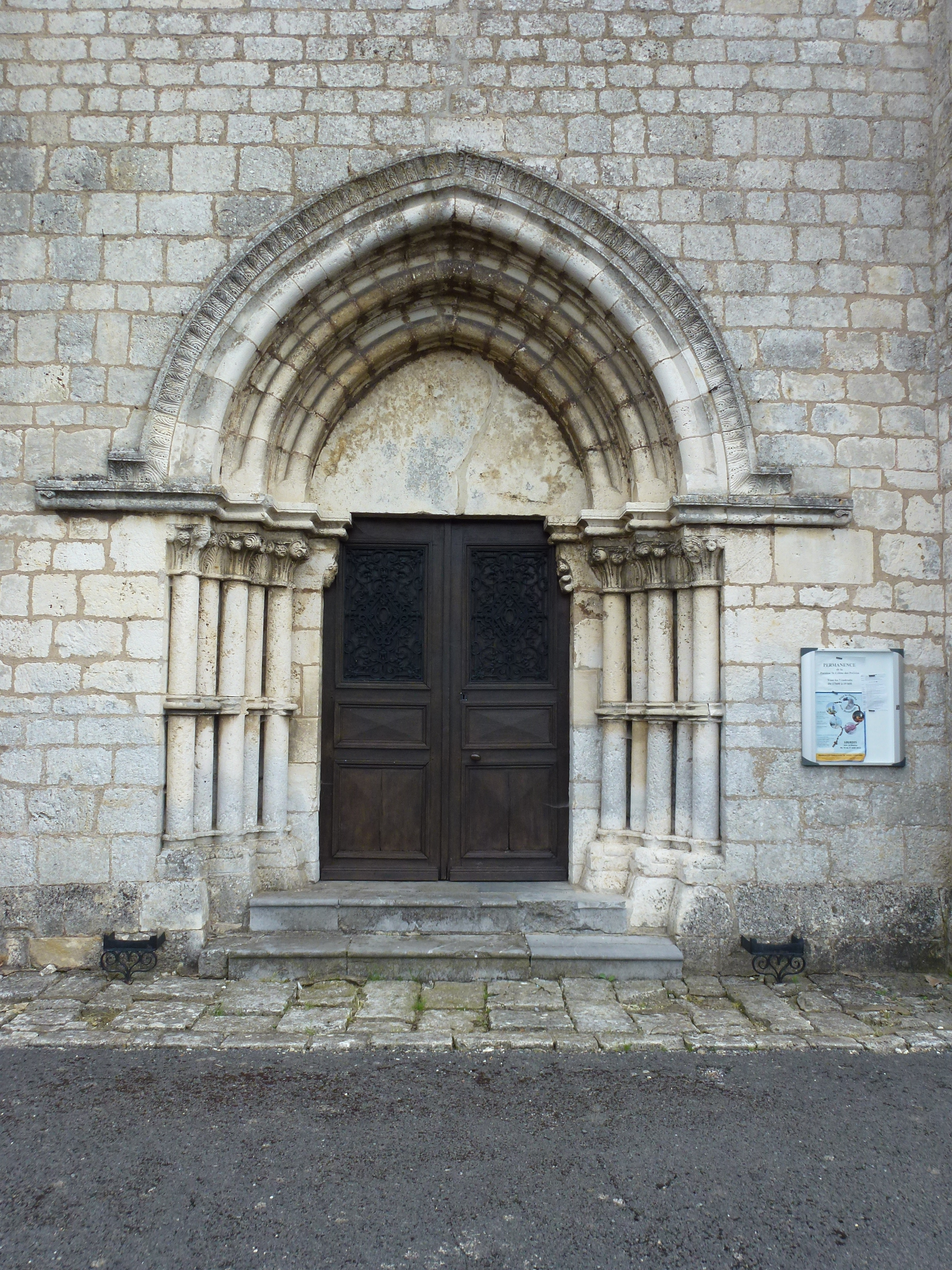
Porche
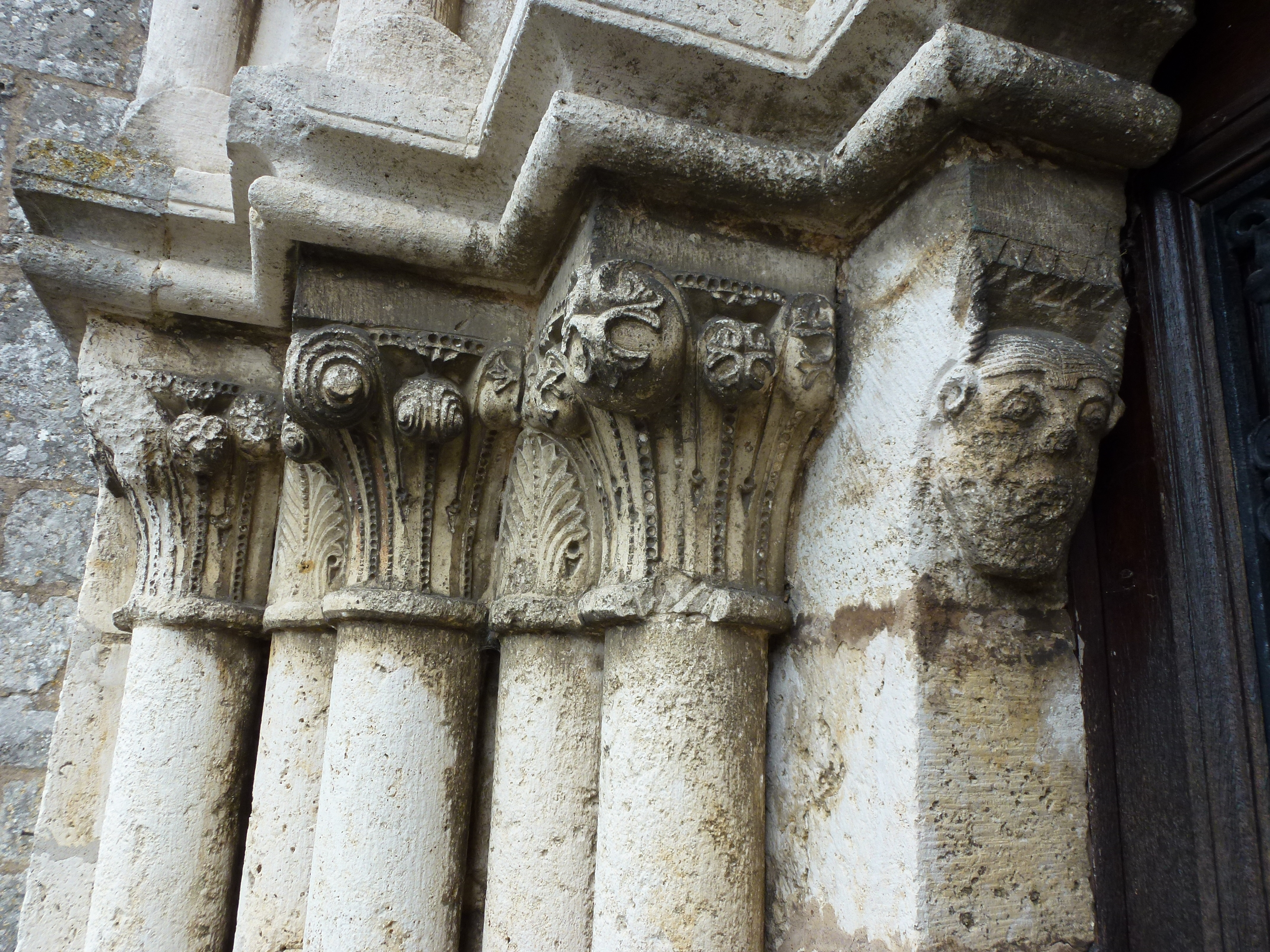
Chapiteaux
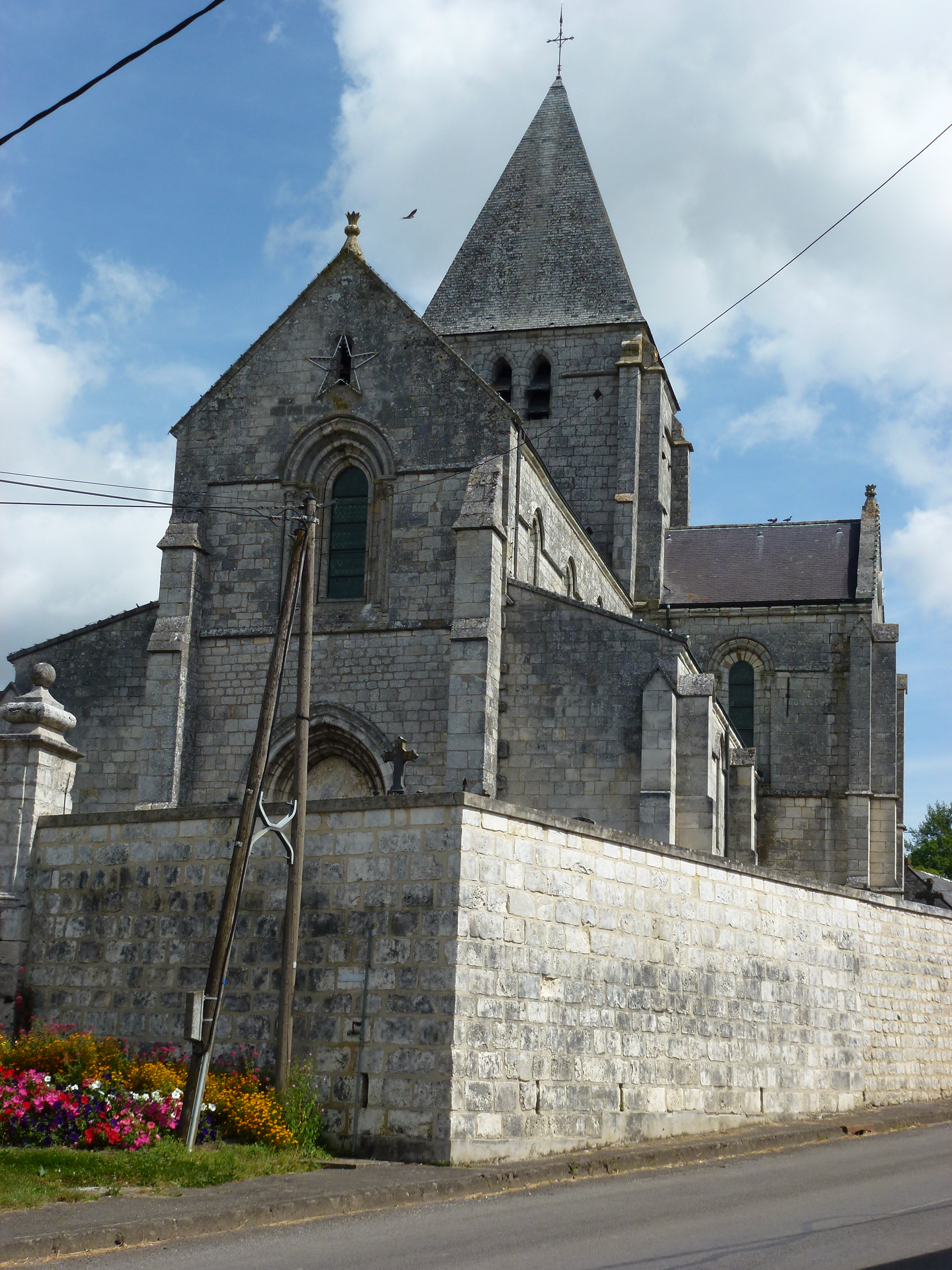
Vue d'ensemble
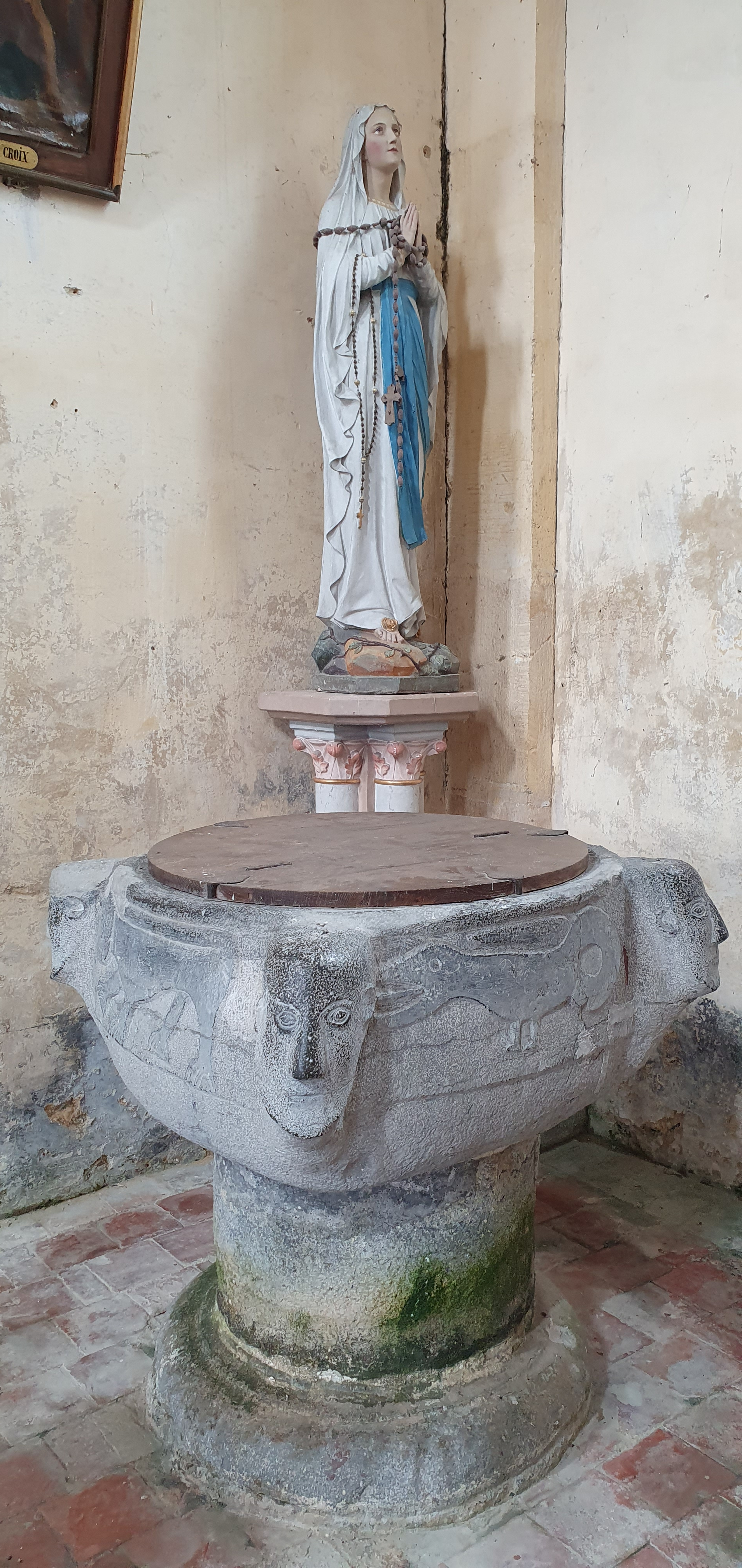
Fonts baptismaux du XIe siècle

À l’intérieur, on peut remarquer une chaire à prêcher, de la première moitié du XVIIe siècle, ornée d’une fleur de lys, œuvre d’ébénisterie remarquable, un  aigle-lutrin, toujours du XVIIe siècle. Et des fonts baptismaux du XIe siècle, de style roman, avec un décor de têtes et de bestiaire, construite en pierres de Meuse,.

## Localisation
L'église est située dans le département français des Ardennes, sur la commune d'Hannappes, dans la partie Est du village, dominant la vallée du Thon et de l'Aube.

## Historique
La paroisse est citée dès 1113, dans un  privilège du pape Pascal II en faveur de l'église Saint-Nicaise de Reims. Vers 1240, elle est rattachée à l’abbaye Saint-Jean de Laon.
L’église est restaurée avec soin en 1877. Elle est classée au titre des monuments historiques en 1913.